# Marcus Livius Drusus maior
Marcus Livius Drusus maior werd geïnstalleerd als tribuun door de Senaat in 122 v.Chr. ter ondermijning van de landhervormingswetten van Gaius Sempronius Gracchus. Om dit te bereiken stelde hij voor om twaalf nieuwe kolonies te vestigen met 3000 kolonisten gerekruteerd uit de lagere klassen, en het verlichten van de huur op eigendom die sinds 133 werd opgelegd. Hij voegde daar tevens aan toe dat de mishandeling door Romeinse generaals van de Latijnse bondgenoten stopgezet moest worden. Dit in reactie op het aanbod van Gaius voor volledig staatsburgerschap. Deze wetten werden bekend als de Leges Liviae, ook al werden zij nooit bekrachtigd, aangezien de Senaat niets anders wilde dan steun wegkapen van Gracchus. Hun plan had succes en Drusus verzamelde genoeg steun voor een veto op de wetsvoorstellen van Gaius. Drusus werd later consul in 112 en vocht in de Balkan onder Gaius Marius. In 109 werd hij gekozen tot censor samen met Marcus Aemilius Scaurus maior, maar hij stierf het volgende jaar in 108. Hij was de vader van Marcus Livius Drusus minor.